# Euterpe precatoria
Euterpe precatoria là loài thực vật có hoa thuộc họ Arecaceae. Loài này được Mart. mô tả khoa học đầu tiên năm 1842.

## Hình ảnh

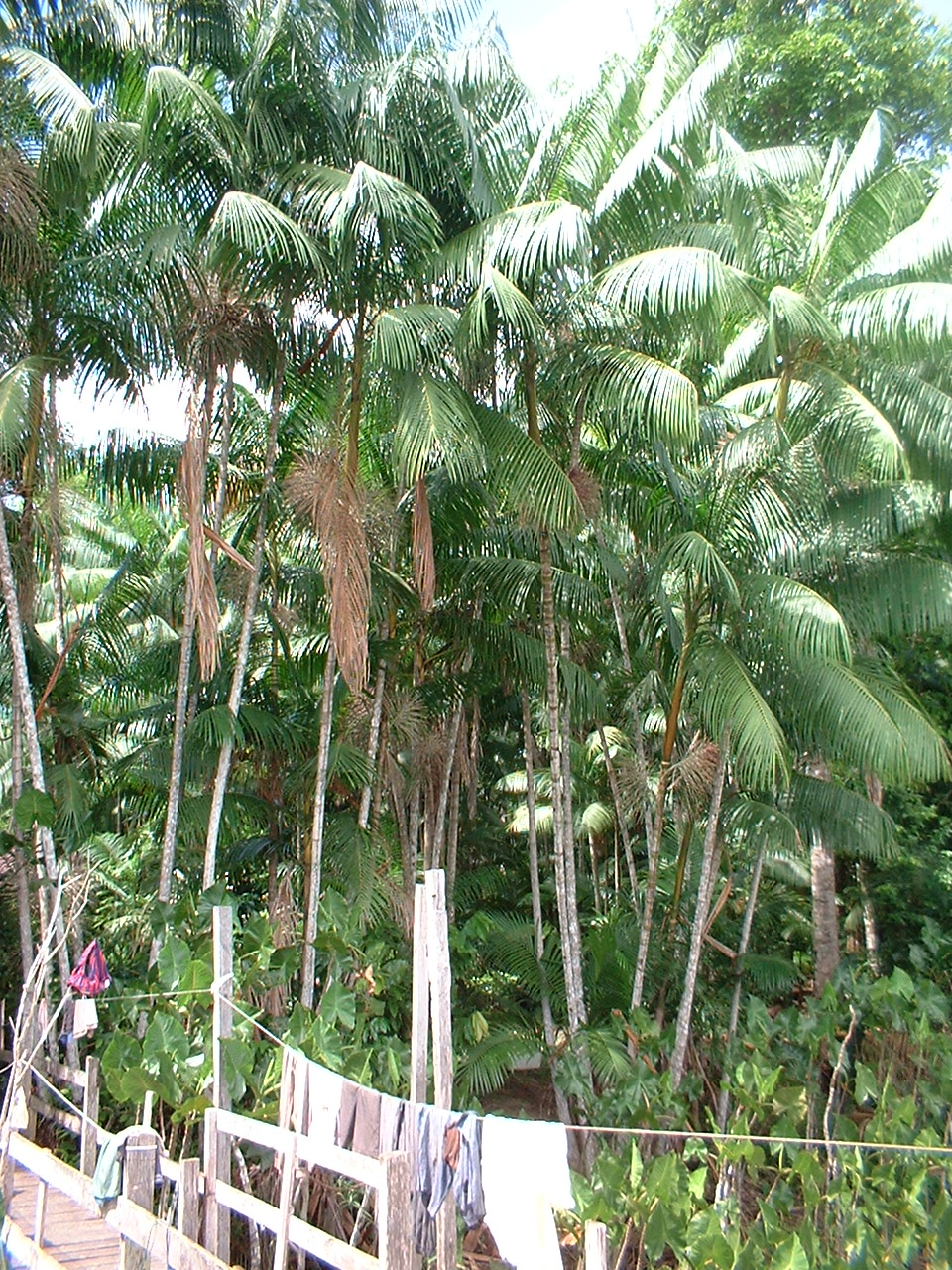